# بني شكدال (بني شكدال)
بني شكدال هي إحدى مشيخات المملكة المغربية، تتبع جغرافيا لإقليم الفقيه بن صالح وإداريًا لبني شكدال. يقدر عدد سكانها بـ 8562 نسمة حسب الإحصاء الرسمي للسكان والسكنى لسنة 2004.